# Virgin (Utah)
Virgin is een plaats (town) in de Amerikaanse staat Utah, en valt bestuurlijk gezien onder Washington County. Het kreeg zijn naam van de Virgin River die door deze plaats stroomt. In 1859 verlieten 5 families Virgin in opdracht van Brigham Young en stichtten Grafton. Zion National Park ligt vlakbij.

## Demografie
Bij de volkstelling in 2000 werd het aantal inwoners vastgesteld op 394.
In 2006 is het aantal inwoners door het United States Census Bureau geschat op 508, een stijging van 114 (28,9%).

## Geografie
Volgens het United States Census Bureau beslaat de plaats een oppervlakte van
30,9 km², geheel bestaande uit land. Virgin ligt op ongeveer 1099 m boven zeeniveau.

## Plaatsen in de nabije omgeving
De onderstaande figuur toont nabijgelegen plaatsen in een straal van 16 km rond Virgin.